# 羅弘美
羅 弘美（ら ひろみ、3月29日 - ）は、日本の女性声優。東京都出身。

## 略歴
元々は安室奈美恵やSPEEDに憧れて歌手を目指していたが、中学生の頃に『仙界伝 封神演義』の太公望（優希比呂）のキャラクターソングを聴いたことをきっかけに、アニメのキャラクターとして歌を歌うことが面白そうだと思い、声優に興味を持つようになる。高校卒業後は代々木アニメーション学院に通った。
かつてEARLY WINGに所属していた。

## 人物
趣味・特技は握力を鍛える、ピアノ、電卓早打ち。

## 出演
太字はメインキャラクター。

### テレビアニメ
2017年
- ひなこのーと（2017年、劇団員）

### 映画
- 新感染 ファイナル・エクスプレス

### ゲーム
2011年
- 魔界戦記ディスガイア4（呪術師）
- アルカナ・ファミリア -La storia della Arcana Famiglia-  (パーチェ(幼少時)他)
- ラグナロク 〜光と闇の皇女〜（主人公女）

2012年
- ガールフレンド（仮）（五代律）
- TOKYOヤマノテBOYS Portable（大野ハルナ 他）

2013年
- 閃乱カグラ SHINOVI VERSUS -少女達の証明-（旋風、汎用敵キャラクター）
- Caladrius（ベルゼブブ）
- 魔女と百騎兵（グルカ）

2014年
- Caladrius BLAZE（ベルゼブブ）
- BREAK雀BURST（クレマチス）

2015年
- 輝星のリベリオン（太公望）
- モンスター娘のいる日常オンライン（シー）

2016年
- 剣が君 百夜綴り（鷺原京瀬)
- スチームプリズン  (スィア・スコーネ)
- PsychicEmotion6

2018年
- ワールドエンド・シンドローム（竜崎涼子）

### ドラマCD
- 漂白戦記 SUASHI 第1部（2010年、謎の声）

## ディスコグラフィ
| 発売日  | 商品名                                       | 歌                         | 楽曲 | 備考   |
| 2013年  | 2013年                                       | 2013年                     | 2013年 | 2013年 |
| ------- | -------------------------------------------- | -------------------------- | --- | ------ |
| 4月17日 | いつも口ずさんでた歌を合唱でカヴァーしてみた | フェイバリットソング合唱団 | 「フェイバリットソング合唱団のテーマ」 「CMソングメドレー」 「あなたに」 「キセキ」 「情熱の薔薇」 「空も飛べるはず」 「未来予想図II」 「M」 「フェイバリットソング合唱団エンディング」 |        |

### ユニットメンバー
1. ↑  秋元瑞貴、阿部玲子、石垣奈津美、石川詩乃、内田愛美、大木美和、加藤祐梨、北澤綾香、黒木美咲、雑賀優、坂口愛佳、紗上唄菜、坂本麻美、阪本智美、桜木アミサ、笹本菜津枝、篠永百合、瀬川恵理、竹内麻沙美、谷邊由美、田村奈央、辻綾乃、富永佳恵、中牟田理恵、中村温姫、沼裕華、中芝文香、萩乃水城、濱谷夏帆、三上梨絵、森島亜梨紗、吉田紗和子、羅弘美